# Бычки (Сараевский район)
Бычки — село в Сараевском районе Рязанской области России, административный центр Бычковского сельского поселения.

## Географическое положение
Село расположено в 11 км на юго-запад от райцентра посёлка Сараи.

## История
Бычки, принадлежавшие к уезду Козловскому, в качестве деревни с часовней Косьмы и Дамиана упоминаются в окладных книгах 1676 года. В купчей крепости вдовы драгунской жены Авдотьи Прокофьевой с дочерью и деверем на проданный ими в 1723 году дом Бычки значатся уже селом. Первоначально построенная в селе Космодамианская церковь в 1785 году сгорела. В 1786 году новая деревянная прежнего храмонаименования была освящена. С 1861 года в селе существовала школа, местный священник с 1875 года в ней состоял попечителем и безвозмездным законоучителем.
В XIX — начале XX века село входило в состав Телятниковской волости Сапожковского уезда Рязанской губернии. В 1906 году в селе было 379 дворов.
С 1929 года село являлось центром Бычковского сельсовета Сараевского района Рязанского округа Московской области, с 1937 года — в составе Рязанской области, с 2005 года — центр Бычковского сельского поселения.
До 2011 года в селе работала Бычковская основная общеобразовательная школа.

## Население
| 1859 | 1897  | 1906  | 2010 |
| ---- | ----- | ----- | ---- |
| 1609 | ↗2435 | ↗2605 | ↘258 |

## Инфраструктура
В селе имеются фельдшерско-акушерский пункт, почтовое отделение.